# Philippe de Mecklembourg
Philippe de Mecklembourg, parfois nommé  « Philippe Ier » (né le 12 septembre 1514 - † 4 janvier 1557) fut un prince de la maison ducale de Mecklembourg-Schwerin.

## Biographie
Philippe est le plus jeune fils du duc Henri V de Mecklembourg, et de son épouse Hélène du Palatinat (en).
une fille du Prince-électeur Philippe Ier du Palatinat dont il porte le nom. 
À la suite d'une blessure reçue lors d'un tournoi il reste mentalement diminué pendant toute sa vie. Après la mort d'Henri V en 1552, il vit retiré à la cour du duc Ulrich de Mecklembourg-Güstrow à Güstrow, où il meurt. Le fait de le considérer comme un prince régnant est contestable du fait de son handicap. Il est inhumé dans la nécropole familiale de Bad Doberan.